# Rezo
 (octobre 2021).
Rezo est un youtubeur allemand né en 1992 à Wuppertal.
Il s'est fait connaître du grand public par la publication d'une vidéo politique intitulée Die Zerstörung der CDU (en allemand : La destruction de la CDU) peu avant les élections européennes 2019,. Dans cette vidéo de 54 minutes vue par plus de 19 millions d'internautes, Rezo critique le parti chrétien-démocrate (CDU) d'Angela Merkel, au pouvoir en Allemagne dans différentes coalitions gouvernementales depuis 2005.
Avant sa première vidéo politique, il était producteur de musique depuis 2015 et avait 160 000 abonnés sur sa chaîne principale sur YouTube. Comme il avait déjà un grand nombre d'abonnés, sa vidéo "Die Zerstörung der CDU" a eu beaucoup de succès auprès des jeunes, mais aussi auprès des adultes et a même suscité la réaction de la direction de la CDU. Plusieurs médias d'envergure nationale ont ensuite analysé s'il y avait ou non un effet Rezo sur les résultats électoraux de la CDU (28,6 %, - 6,5), mais aussi des Verts (20,53 %, + 8,4) aux élections européennes.
Juste avant les élections fédérales allemandes de 2021, Rezo reprend la publication de vidéos politiques en plusieurs parties.

## Œuvre artistique
Rezo est informaticien et producteur de musique. La plupart du temps, il fait des choses simples et drôles sur ses chaînes YouTube suivies par plus de 4.295.000 abonnés et plus de 518.028.795 vues. Il a commencé à faire de la musique et des remixes sur sa chaine principale YouTube en 2015. Après 3 ans il a fondé sa chaîne secondaire pour plus de vidéos musicales et des vidéos pour amuser les jeunes, souvent avec son copain et collègue Julien Bam (de). Au début du confinement provoqué par la crise de la Covid, il a commencé à faire du live streaming sur le site Twitch.
Pour mettre en ligne ses meilleures vidéos, il a créé une troisième chaîne appelée « Renzo », où on peut regarder de nouveau les « vidéos-destruction ».

## Engagement et positions politiques
Rezo se sert de ses vidéos pour exposer ses points de vue sur des sujets politiques. Dans sa première vidéo « Die Zerstörung der CDU », publiée le 18.05.2019, il veut révéler la vérité sur la CDU/CSU et exhorter les jeunes à aller aux urnes lors des élections européennes. S’inquiètant de sujets très divers comme l’éducation, le climat, la légalisation du cannabis, les droits d’auteur, Rezo trouve que le problème majeur est que les jeunes ne sont pas assez représentés par la politique et que les partis politiques « détruisent notre vie et notre avenir ». Spécialisé sur ces thématiques grâce au grand succès de cette première vidéo politique, il a repris la production lors des élections législatives allemandes de 2021 :
- « Zerstörung Teil 1: Inkompetenz »[12]
- « Zerstörung Teil 2: Klima-Katastrophe »[13] : Cette fois-ci, il ne parle pas d'un parti concret mais il thématise surtout le changement climatique. Les feux de forêts en Australie ont détruit une superficie qui correspond à environ la moitié de l'Allemagne et ont tué 500 millions d'animaux. Rezo décrit l'opinion de la "Werteunion", qui fait partie de la CDU, et qui affirme que le soleil serait la cause du réchauffement climatique. De plus, il montre que le programme électoral de l'AfD, le parti de l'extrême droite allemande, nie la culpabilité humaine dans le changement climatique.
- « Zerstörung FINALE: Korruption »[14]

Rezo « se réfère fréquemment à des données d'études et à des publications dont il publie les liens ». Selon le journaliste Anthony Bellanger, il est bien informé, donne des arguments justifiés et fait une analyse «brillante, drôle et surtout implacable » et pourtant il parle dans un langage familier et fait des blagues parce qu’il s’adresse surtout à la jeunesse.

## Réactions
La plupart des hommes et femmes politiques, avançant que les arguments de Rezo ne correspondent pas à la réalité, se sont montrés hostiles à ces vidéos. Annegret Kramp-Karrenbauer, présidente de la CDU à l‘époque, a par exemple accusé Rezo de « cracher des absurdités ».
Son collègue Paul Ziemiak, secrétaire général de la CDU, a dit au journal allemand Der Tagesspiegel que Rezo prétendait qu‘il n'y avait qu'une opinion correcte, la sienne : 
« Il veut ridiculiser toute la classe politique, en mettant en scène leur prétendue incompétence. Mais il refuse de participer au débat politique ou d'accepter des opinions différentes. » ("Er will vorführen, wie dumm und unfähig angeblich die Politiker und Parteien sind, will sich auf politische Diskussionen und andere Meinungen überhaupt nicht einlassen.") 
Tout d'abord, le parti a annoncé la publication d'une vidéo, pour répondre à celle de Rezo, avec un de ses plus jeunes députés, Phillip Amthor, mais la CDU est finalement revenue sur cette décision peu après.
Contrairement à la CDU, l'autre partenaire de coalition, le SPD, a publié une vidéo avec l'eurodéputé Tiemo Wölken et le chef de l'organisation de la jeunesse des sociaux-démocrates, Kevin Kühnert et également le secrétaire général Lars Klingbeil. Ce dernier invitait au dialogue : 
« Nous avons écouté votre critique. (...) Organisez-vous, invitez-nous et nous vous promettons de participer à un débat, indépendamment de la campagne électorale. » ("Uns hat eure Kritik erreicht. (...) Organisiert euch, ladet uns ein, wir versprechen euch, wir kommen dazu, egal ob Wahlkampf ist oder nicht.").
À propos des manquements dans la lutte contre le réchauffement climatique que Rezo a critiqués dans sa vidéo, les sociaux-démocrates renvoient la responsabilité à la CDU. Kevin Kühnert a ainsi exigé que tous les ministres de la CDU concrétisent des actions dans leur propre ressort et ajoute : 
« Nous voulons que cette loi de protection du climat contienne un mode d'emploi qui explique comment on peut la réaliser dans notre société dans les années à venir."  ("Wir wollen, dass in diesem Klimaschutzgesetz die Gebrauchsanweisung drinsteht, wie wir das in unserer Gesellschaft in den nächsten Jahren machen.")